# Sportåret 1781

## Händelser

### Cricket
- Okänt datum – Kent CCC vinner County Championship (en inofficiell titel fram till 1890, då de första officiella mästarna koras).

## Födda

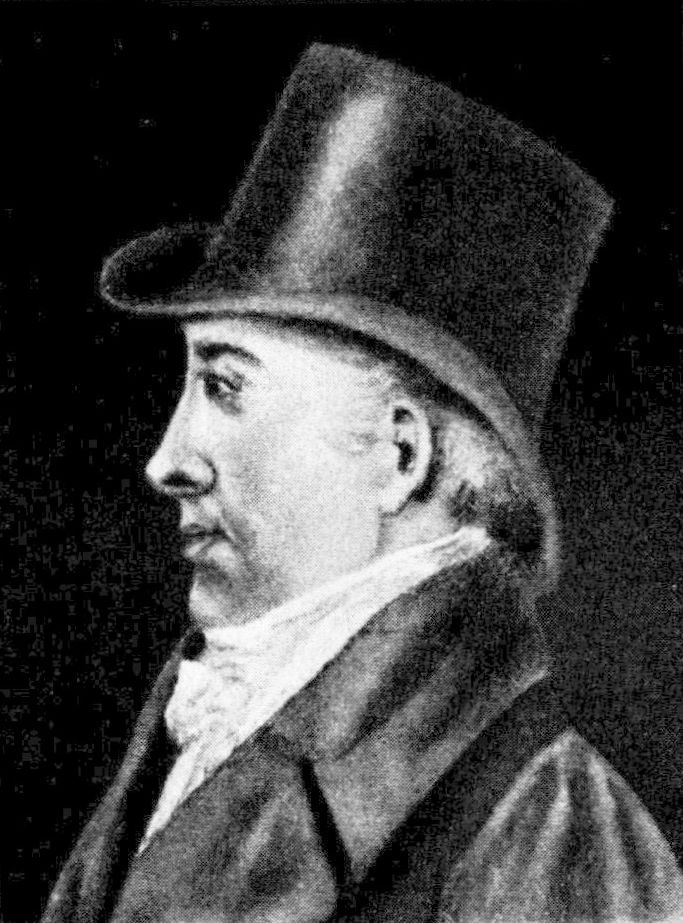
Clas Adam Ehrengranat.

- 5 november – Clas Adam Ehrengranat, svensk ridsportspionjär[1]